# Appenzell (Bezirk)
Appenzell ist ein Bezirk und der Hauptort des Schweizer Kantons Appenzell Innerrhoden.

## Siedlungsstruktur
Im Bezirk liegen ein Teil des Dorfes Appenzell sowie die Ortschaften Rinkenbach, Kau und Meistersrüte mit dem Weiler Brenden.

## Ortschaften

### Appenzell
Der Kern der Ortschaft Appenzell gehört zum Bezirk Appenzell.

### Meistersrüte
Die Ortschaft Meistersrüte, zwischen Appenzell und Gais gelegen, gehört zum Bezirk Appenzell, aber nicht zu Feuerschaugemeinde Appenzell.

### Brenden
Der auf rund 1000 m ü. M. gelegene Weiler Brenden befindet sich zwischen Appenzell und Gais und gehört zu Meistersrüte. Man erreicht diese Siedlung über eine rund 2,5 km lange Flurstrasse (Flurgenossenschaft Oberlehn-Weesen) vom Sammelplatz aus.

## Geschichte

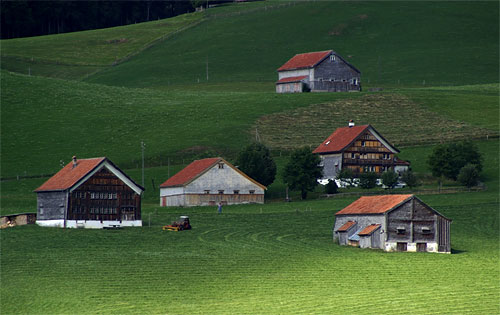
Einzelhöfe bei Appenzell

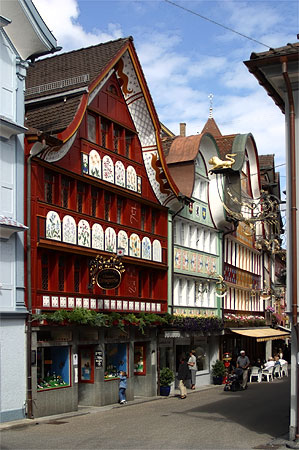
Ladengeschäfte in der Appenzeller Hauptgasse

Die Besiedlung Appenzells setzte spätestens im 11. Jahrhundert ein. 1560, 1679 und 1701 kam es zu Dorfbränden. Nachdem Appenzell unter der Herrschaft des Klosters St. Gallen stand, wurde es 1513 ein Stand der Eidgenossenschaft. Bei der Reformation hielt die Bevölkerung am alten Glauben fest. Während der Aufklärung kam es zu Spannungen zwischen Ober- und Unterschicht. 1872 entstand der Bezirk Appenzell aus der Rhode Lehn und Teilen der Rhode Rinkenbach. Im 19. und 20. Jahrhundert wurde Appenzell zu einem regionalen Zentrum.

### Wappen
Blasonierung: «In Silber hält der aufrecht schreitende, schwarz und rot bewehrte Bär zwischen den Pranken einen roten Ring.»
Der rote Hof-Ring versinnbildlicht den ursprünglichen «Hof», das heisst, den späteren Flecken Appenzell.

## Sehenswürdigkeiten
In Mettlen führt eine gedeckte Holzbrücke über die Sitter. Diese wurde wohl um 1766 von einem Mitglied der Baumeisterfamilie Grubenmann gebaut.
Nördlich von Appenzell befindet sich der Burghügel mit der Ruine Clanx. Die Burg wurde 1219 unter Abt Ulrich VI. von St. Gallen erbaut. Ihre Zerstörung durch die aufständischen Bauern löste 1401 die Appenzeller Freiheitskriege aus. Die Ausgrabung der 1402 zerstörten Burg erfolgte 1949.